# Tangara cyanotis
La tangara cejiazul (en Ecuador) (Tangara cyanotis), también denominada tangará cejona (en Colombia) o tangara de ceja azul (en Perú), es una especie de ave paseriforme de la familia Thraupidae, perteneciente al  numeroso género Tangara. Es nativa de regiones andinas del oeste de América del Sur.

## Distribución y hábitat
Se distribuye por la pendiente oriental de la cordillera de los Andes desde el sur de Colombia (Huila), por el este de Ecuador, norte y este de Perú, hasta el oeste de Bolivia (Cochabamba).
Esta especie es considerada rara a poco común en sus hábitats naturales: los bosques húmedos montanos y sus bordes, entre 1400 y 2200 m de altitud.

## Sistemática

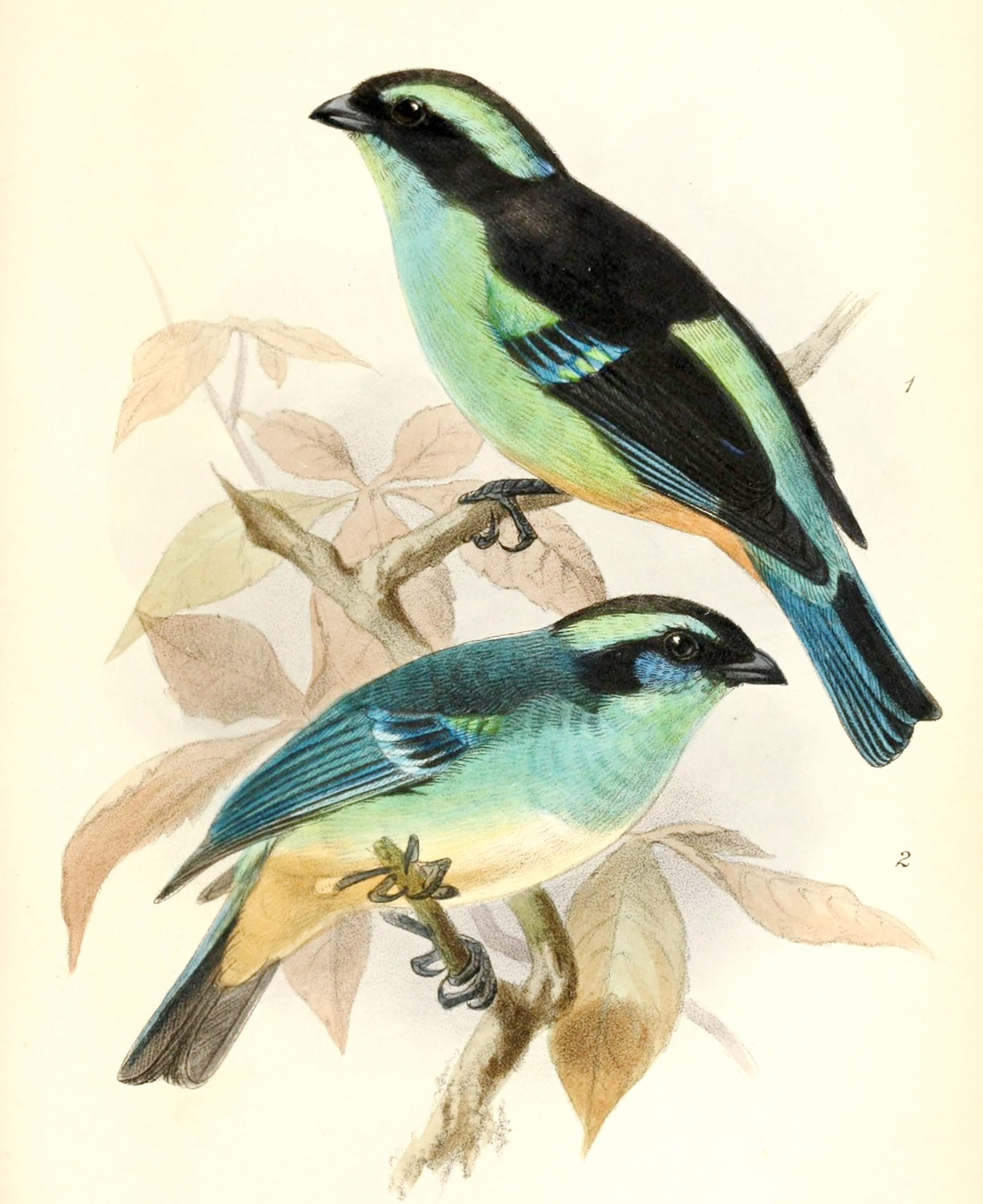
Calliste melanotis (arriba) y Calliste cyanotis (abajo), ilustración de Keulemans en The Ibis, 1876.

### Descripción original
La especie T. cyanotis fue descrita por primera vez por el zoólogo británico Philip Lutley Sclater en 1858 bajo el nombre científico Calliste cyanotis; no fue dada localidad tipo, se asume: «frontera Perú-Bolivia, posiblemente La Paz, Bolivia».

### Etimología
El nombre genérico femenino Tangara deriva de la palabra en el idioma tupí «tangará», que significa «bailarín» y era utilizado originalmente para designar una variedad de aves de colorido brillante; y el nombre de la especie «cyanotis» se compone de las palabras del griego  «kuanos»: azul oscuro, y «ōtis»: de orejas.

### Taxonomía
Los amplios estudios filogenéticos recientes demuestran que la presente especie es hermana del par formado por Tangara rufigenis y T. labradorides.

### Subespecies
Según las clasificaciones del Congreso Ornitológico Internacional (IOC) y Clements Checklist/eBird v.2019 se reconocen dos subespecies, con su correspondiente distribución geográfica:
- Tangara cyanotis lutleyi Hellmayr, 1917 – Andes del sur de Colombia al este de Ecuador y este de Perú.
- Tangara cyanotis cyanotis (P.L. Sclater), 1858 – yungas del noroeste de Bolivia (La Paz y Cochabamba).